# Kurowo-Parcele
Kurowo-Parcele – wieś w Polsce położona w województwie kujawsko-pomorskim, w powiecie włocławskim, w gminie Baruchowo.
W latach 1975–1998 miejscowość administracyjnie należała do województwa włocławskiego. Według Narodowego Spisu Powszechnego (III 2011 r.) liczyła 227 mieszkańców. Jest szóstą co do wielkości miejscowością gminy Baruchowo.